# Дигранескиркья
Дигранескиркья (исл. Digraneskirkja) — лютеранская церковь (кирха) в городе Коупавогюр на юго-западе Исландии. Здание является одной из главных достопримечательностей города.
Проект церкви был создан исландским архитектором Гудмундом Магнусоном в 1971 году, строительство было закончено в 1983 году.
Нынешним настоятелем храма является преп. Гуннар Сигурьоунсон (исл. Gunnar Sigurjónsson); органист — Бьёрвин Тоумасон (исл. Björgvin Tómasson).